# أندرياس بادر
أندرياس بادر (بالألمانية: Andreas Baader) (و. 1943 – 1977 م) هو إرهابي ألماني، ولد في ميونخ، وكان عضوًا في جماعة الجيش الأحمر، توفي عن عمر يناهز 34 عاماً.

## روابط خارجية
- أندرياس بادر على موقع الموسوعة البريطانية (الإنجليزية)